# Paul Auster
Pour les articles homonymes, voir Auster, Paul Benjamin et Benjamin.
Paul Benjamin Auster (Newark (New Jersey), 3 février 1947 – Brooklyn (New York), 30 avril 2024),  est un romancier, scénariste et réalisateur américain.
Une partie de son œuvre évoque la ville de New York, notamment le quartier de Brooklyn où il vit. D'abord traducteur de poètes français, il écrit des poèmes avant de se tourner vers le roman et, à partir des années 1990, de réaliser aussi quelques films.

## Biographie

### Famille et enfance
Les parents de Paul Benjamin Auster, Juifs, sont nés aux États-Unis d'une famille venue d'Europe centrale et de l'Est. Très tôt au contact des livres par l'intermédiaire de la bibliothèque d'un oncle traducteur, Paul Auster commence à écrire à l'âge de douze ans, peu avant de pratiquer le baseball, thème présent dans nombre de ses romans.

### Études et débuts artistiques
De 1965 à 1967, il est étudiant à l'université Columbia (littératures française, italienne et anglaise). Il commence à traduire des auteurs français (Jacques Dupin et André du Bouchet) et découvre Paris. Il y retourne en 1967 après avoir échappé à la guerre du Viêt Nam, veut faire du cinéma, mais renonce face à la difficulté du concours d'entrée à l'Institut des hautes études cinématographiques (IDHEC). Il écrit des scénarios pour des films muets qui ne se concrétiseront pas, mais qui serviront plus tard dans Le Livre des illusions.

### Carrière
Commence alors une dizaine d'années de difficultés. Paul Auster écrit des articles pour des revues, écrit les premières versions du Le Voyage d'Anna Blume et de Moon Palace, travaille sur un pétrolier, revient en France pour un séjour de trois ans (1971-1974) où il vit de ses traductions (Stéphane Mallarmé, Jean-Paul Sartre, Georges Simenon), et écrit des poèmes et des pièces de théâtre en un acte.
En 1979, alors qu'il vient de divorcer et a tenté en vain de faire publier, sous le pseudonyme de « Paul Benjamin », un roman policier intitulé Fausse Balle, la mort de son père lui apporte un petit héritage qui le remet à flot et qui lui inspire L'Invention de la solitude. L'Art de la faim est publié en 1982, en 1985 c'est un recueil en prose, Espaces blancs, suivi bientôt de Effigies et Murales en 1987, Fragments du froid et Dans la tourmente en 1988 et Disparitions en 1993.
Paul Auster commence enfin à être reconnu comme un écrivain majeur. De 1986 (sortie de Cité de verre) à 1994 (Mr Vertigo), il publie des romans majeurs comme Moon Palace et Léviathan. Il revient alors au cinéma, en adaptant avec le réalisateur Wayne Wang sa nouvelle Le Noël d'Auggie Wren. Smoke et Brooklyn Boogie sortent en salle en 1995. Paul Auster réalise lui-même Lulu on the Bridge (1997) qui est mal accueilli par la critique.

### Vie privée
Paul Auster est marié en 1974, puis divorcé de l'écrivaine Lydia Davis, avec laquelle il a un fils, le photographe Daniel Auster, né en 1977. Ce dernier est mort le 26 avril 2022 d'overdose à l'héroïne, après avoir été accusé d'homicide involontaire à la suite du décès de sa fille de dix mois par intoxication à l'héroïne.
Il s'est remarié en 1981 avec une autre romancière, Siri Hustvedt. Ils ont une fille, la chanteuse Sophie Auster, née en 1987.

### Mort
En 2023, Siri Hustvedt, la femme de Paul Auster annonce qu'il souffre d'un cancer du poumon, qu'il est soigné au sein du Memorial Sloan-Kettering Cancer Center à New York. Baumgartner devait être son dernier roman,,. Il meurt le 30 avril 2024 à l'âge de 77 ans, à son domicile de Brooklyn (New York),. Il est inhumé au cimetière de Green-Wood, dans l'arrondissement de Brooklyn.

## Œuvres

### Trilogie new-yorkaise
1. Cité de verre ((en) City of Glass, 1985)
2. Revenants ((en) Ghosts, 1986)
3. La Chambre dérobée ((en) The Locked Room, 1986)

### Romans indépendants
- Fausse Balle, 1982 ((en) Squeeze Play, 1982)Sous le nom de Paul Benjamin.
- Le Voyage d'Anna Blume, Actes Sud, 1989 ((en) In the Country of Last Things, 1987)
- Moon Palace, Actes Sud, 1990 ((en) Moon Palace, 1989)
- La Musique du hasard, Actes Sud, 1991 ((en) The Music of Chance, 1990)
- Léviathan, Actes Sud, 1993 ((en) Leviathan, 1992)Prix Médicis étranger
- Mr Vertigo, Actes Sud, 1994 ((en) Mr. Vertigo, 1994)
- Tombouctou, Actes Sud, 1999 ((en) Timbuktu, 1999)
- Le Livre des illusions, Actes Sud, 2002 ((en) The Book of Illusions, 2002)  (ISBN 978-2742738076)
- La Nuit de l'oracle, Actes Sud, 2004 ((en) Oracle Night, 2003)
- Brooklyn Follies, Actes Sud, 2005 ((en) The Brooklyn Follies, 2005)
- Dans le scriptorium, Actes Sud, 2007 ((en) Travels in the Scriptorium, 2006)
- Seul dans le noir, Actes Sud, 2009 ((en) Man in the Dark, 2008)
- Invisible, Actes Sud, 2010 ((en) Invisible, 2009)
- Sunset Park, Actes Sud, 2011 ((en) Sunset Park, 2010)
- 4 3 2 1, Actes Sud, 2018 ((en) 4 3 2 1, 2017)
- Baumgartner, Actes Sud, 2024 ((en) Baumgartner, 2023)  (ISBN 978-2330188757)[8]

### Nouvelle
- Le Noël d'Auggie Wren, 1990 ((en) Auggie Wren's Christmas Story, 1990)

### Essais, mémoires, autobiographies, correspondance
- L'Invention de la solitude, 1982 ((en) The Invention of Solitude, 1982)
- L'Art de la faim, 1992 ((en) The Art of Hunger, 1992), essai
- Le Carnet rouge, 1993 ((en) The Red Notebook, 1993)
- Le Diable par la queue / Pourquoi écrire ?, 1999 ((en) Hand to Mouth/Why Write?, 1997), essai
- La Solitude du labyrinthe, 1997Nouvelle édition augmentée en 2004
- Constat d'accident, 2003 ((en) Accident Report), essai
- Chronique d’hiver, 2013 ((en) Winter Journal, 2012)
- Ici et maintenant, 2013 ((en) Here and Now: Letters, 2008-2011, 2013)Correspondance avec J. M. Coetzee
- Excursions dans la zone intérieure, 2014 ((en) Report from the Interior, 2013)
- La Pipe d’Oppen, 2016
- Une vie dans les mots : Conversations avec I. B. Siegumfeldt, Actes Sud, 2021 ((en) A Life in Words: In Conversation with I. B. Siegumfeldt, 2017)
- Burning Boy - Vie et œuvre de Stephen Crane, Actes Sud, 2021 ((en) Burning Boy: The Life and Work of Stephen Crane, 2021)[12],[13]
- Pays de sang : une histoire de la violence par arme à feu aux États-Unis, traduction de Anne-Laure Tissut, Acte Sud, 2023,  (ISBN 9782330173555)[14].

#### Scénarios
- 1995 : Smoke et Brooklyn Boogie
- 1998 : Lulu on the Bridge
- 2007 : La Vie intérieure de Martin Frost.

#### Théâtre
- 2000 : Laurel et Hardy vont au paradis.

#### Poésies
- Unearth, trad. partielle de Philippe Denis, ill. de Jean Paul Riopelle, Maeght Éditeur, coll. « Argile », 1980.
- Espaces blancs, trad. de Françoise de Laroque, éditions Unes, 1985, rééd. 2016.
- Murales, trad. de Danièle Robert, ill. de Maurice Rey, éditions Unes, 1987.
- Effigies, trad. d'Emmanuel Hocquard, ill. de Maurice Rey, éditions Unes, 1987.
- Fragments du froid, trad. de Danièle Robert, ill. de Maurice Rey, éditions Unes, 1988.
- Dans la tourmente, trad. de Danièle Robert, ill. de Maurice Rey, éditions Unes, 1988.
- Disparitions, trad. de Danièle Robert, préface de Jacques Dupin, ill. de Maurice Rey, coédition éditions Unes/Actes Sud, 1993 ; coll. « Babel », no 870, 2008, 2021.

#### Autres
- Je pensais que mon père était Dieu, anthologie d'histoires racontées pour le National Story Project et l'émission de radio intitulée Weekend All Things Considered sur WNYC (2002).
- Histoire de ma machine à écrire, (2003)
- Dans le scriptorium, album illustré, texte intégral[15].

## Filmographie
- 1993 : La Musique du hasard de Philip Haas : acteur dans l'adaptation de son roman
- 1995 : Smoke et Brooklyn Boogie, scénario des films de Wayne Wang : scénariste, et coréalisateur non crédité
- 1998 : Lulu on the Bridge ou Lulu sur le pont : réalisateur et scénariste.
- 2001 : Le Centre du Monde ou Le Centre de l'univers (The Center of the World) de Wayne Wang : scénariste.
- 2004 : Le Carnet rouge, court métrage de Mathieu Simonet, d'après son recueil de nouvelles éponyme.
- 2006 : La Vie intérieure de Martin Frost (The Inner Life of Martin Frost) écrit et réalisé par Paul Auster.
- 2009 : Act of God, intervenant du documentaire

## Distinctions
- 1993 – Prix Médicis étranger, Léviathan
- 2002 – Prix Odyssée
- 2004 – Grand prix Metropolis bleu
- 2006 – Prix Princesse des Asturies pour l'ensemble de son œuvre.
- 2007 – Docteur honoris causa de l'université de Liège[16]
- 2007 –  Commandeur de l'ordre des Arts et des Lettres[17]
- 2010 – Médaille grand vermeil de la ville de Paris[18]